# Luna 25

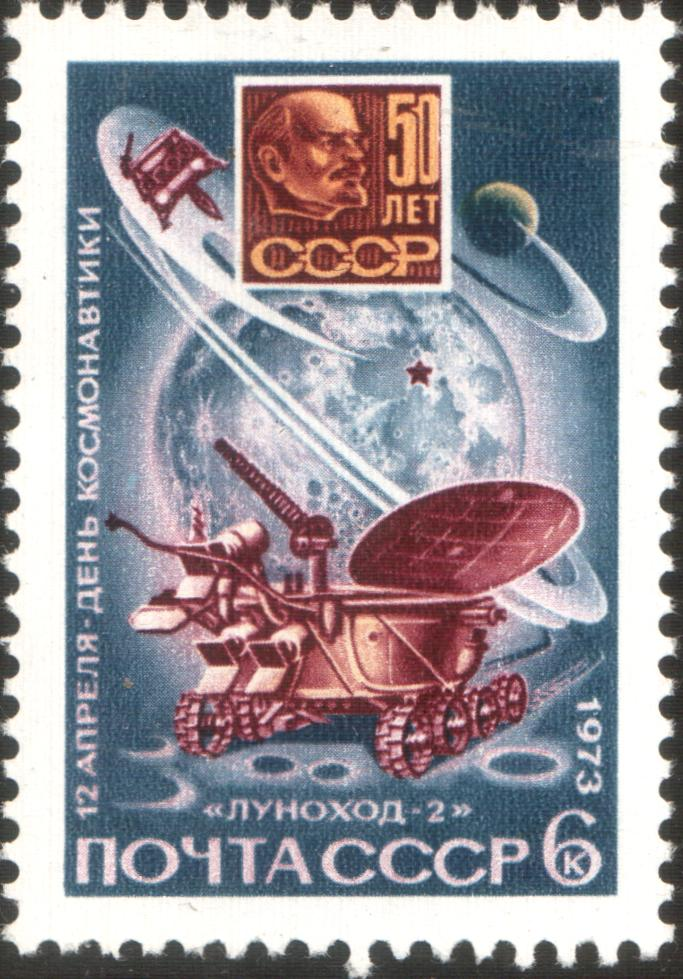
Selo comemorativo de uma missão do tipo Lunokhod.

Luna 25 (em russo: Луна que significa lua), foi um projeto de missão planejada para ocorrer em 1977, que deveria suceder a Luna 21, para o Programa Luna (um projeto soviético), tinha como objetivo, efetuar um pouso suave na Lua e liberar um veículo do tipo rover para se deslocar e efetuar pesquisas em solo lunar.
O projeto era uma evolução natural dos seus antecessores. Quando a Luna 24 retornou a Terra em Agosto de 1976, não havia nenhuma indicação oficial de que os programas de pesquisa lunar seriam descontinuados. O Lunokhod 3, uma evolução natural do Lunokhod 2, com um sistema de câmeras melhorado, foi construído e estava pronto para voar em 1997. No entanto, os fatos que se seguiram na União Soviética no final dos anos 70 e início dos anos 80, incluindo mudanças de prioridade e a aposentadoria de vários cientistas importantes levaram ao cancelamento desse projeto, e o Lunokhod 3 acabou indo para um museu.
Em novembro de 2014 foi revelado que o projeto seria recomeçado, desta vez, com o objetivo de mandar um módulo lunar para o Pólo Sul da Lua em 2018, mas apenas ocorrendo em 10 de agosto de 2023 onde acabou falhando na hora da manobra de pré-pouso e colidindo com a superfície lunar.
Yuri Borisov, diretor da agência espacial russa, Roscosmos, atribuiu o fracasso da missão a um hiato de 50 anos no programa lunar de seu país. "A experiência de valor inestimável que nossos predecessores acumularam nas décadas de 1960 e 1970 foi praticamente perdida durante a interrupção do programa".